# Blaniulus guttulatus
Espèce
Blaniulus guttulatus (la blaniule mouchetée, iule de la betterave, iule des fraises) est une espèce de mille-pattes de l'ordre des iules, de la famille des Blaniulidae, originaires d'Eurasie.
La blaniule mouchetée est un diplopode qui vit dans le sol et se nourrit des organes souterrains (racines, bulbes, tubercules) ou proches du sol (jeunes plantules, fruits, etc.) de diverses plantes.
Elle attaque notamment des plantes cultivées, comme la fraise, la pomme de terre et la betterave. Les mâles mesurent généralement entre 8 et 12 millimètres de longueur et 0,4 millimètre de largeur, les femelles sont légèrement plus grandes, allant de 12 à 15 millimètres de longueur et 0,5 de largeur. Il n'y a pas d'yeux ni d'ocelles. L'espèce très élancée est de couleur blanche à crème. 

## Synonymes
Selon Encyclopedia of Life :
- Julus guttulatus Bosc, 1792
- Blanjulus guttulatus (Bosc, 1792)
- Typhloblaniulus guttulatus (Bosc, 1792)
- Iulus guttulatus Bosc, 1792
- Blaniulus fragariarum (Lamarck, 1818)
- Julus fragariarum Lamarck, 1818

## Distribution
L'aire de répartition de Blaniulus guttulatus comprend les régions paléarctique, néarctique et australasienne.

## Lutte

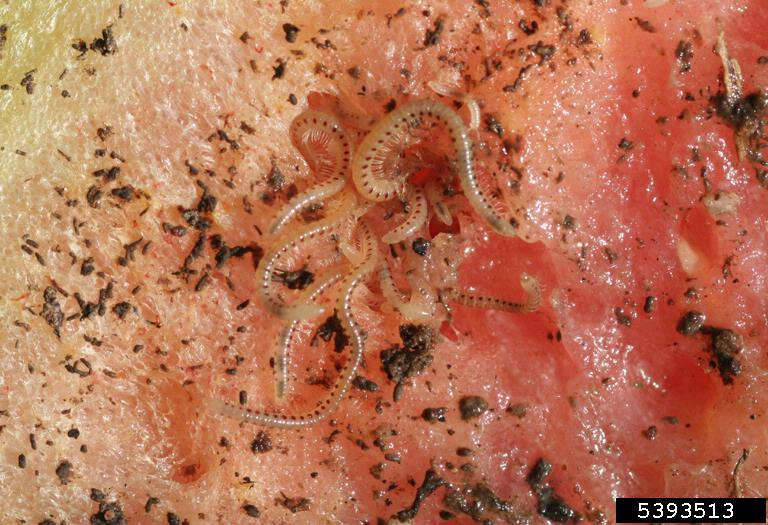
Groupe de blaniules mouchetées consommant un fruit

Pour limiter la prolifération de la blaniule mouchetée, il convient d'arroser régulièrement la terre pour que ces animaux ne soient pas obligés de s'attaquer aux plantes vivantes pour s'hydrater en période de sècheresse, et d'éliminer rapidement les résidus végétaux en voie de décomposition. En dehors de la lutte chimique, une pulvérisation des cultures avec des nématodes entomopathogènes en suspension, comme Steinernema feltiae (genre Steinernema), se montre efficace pour détruire ces voraces petits mille-pattes.